# 社團條例
《社團條例》為香港法例第151章，該條例於1911年由香港立法局制定，後來經過多次重大修訂。社團條例的立法歷史與公安條例相近，先有戰前參照英國及海峽殖民地嚴苛法律的源頭，後來為應對共產政權滲透的威脅予以收緊，直至90年代應香港人權法案的要求而放寬。條例亦如公安條例般，90年代的人權相關修訂被臨時立法會還原。
社團條例可分為兩部分，首先是為沒有專屬法例規管的團體訂立籠統的規管條文，另一部分則是禁止及針對黑社會的條文。條例要求所有受條例規管的團體提交註冊，否則團體的幹事將招致刑責。換言之，該條例禁止私下及秘密結社。此外，條例授權當局向社團索取「根據本條例履行職能而合理需要的資料」，包括財政資料，藉此監控團體的運作與連繫。

## 立法歷史

### 戰前
1887年，《三合會及其他秘密會社條例》宣布三合會及其他為非法目的成立的團體為非法社團。
《1911年社團條例》參照海峽殖民地法律，設立強制註冊制度，任何社團未經註冊及未獲得豁免，會被視為非法社團。參與非法社團可處罰款及監禁之刑罰。香港政府總登記官蒲魯賢於立法局動議條例首讀時提及，19世紀末香港發生多場騷亂，政府委員會提議立法規管社團。蒲魯賢認為當年針對三合會的法律不合時宜，要將規管範圍擴展。總登記官署及後來的華民政務司署按照總督訂立的規例，豁免社團註冊及決定是否允許各類型的社團註冊。他舉例慈善團體應豁免註冊，職工會、同鄉會等類型的社團應該強制註冊，而革命團體與幫會則應鎮壓，拒絕註冊並禁止運作。條例首讀前後時值武昌起義。
1920年香港政府認為《1911年條例》成效不彰，故廢除強制註冊制度，大致回復到1887年的狀態，但總督在新條例下有新的絕對酌情權去宣布任何團體為非法社團。

### 戰後
1949年5月18日，律政司祁利芬在立法局動議《1949年社團條例》首讀，當日正值上海戰役，共產黨進攻浦東。祁利芬認為當時世界局勢動盪，殖民地的秩序或會受外部影響，認為有必要重新查清香港有什麼團體和記錄他們的宗旨。1949年條例與1911年條例大致相同，旨在重新設立強制註冊制度，但有以下分別：
- 總督會同行政會議的酌情權有新標準，當他信納某社團有損香港社會安寧、福祉和良好秩序，才能夠命令解散社團；
- 針對與香港以外的政治性質團體有關連的團體，社團登記官如認為有損香港社會安寧、福祉和良好秩序，有權拒絕為其註冊；
- 條例的主管當局改為香港警察，警務處長兼任社團登記官，相關部門為警察牌照課；
- 條例被視為限制公民自由的臨時對策，該條例須按年以立法局決議續期，否則自動失效。

50年代起，香港持續有大量移民湧入，黑社會再一次成為問題。1957年，雙十暴動後，香港政府修訂條例加入一些容許撤回註冊豁免的治安相關理由，並加重社團幹事的刑罰等等。《1959年修訂條例》設立社團清盤程序。《1961年修訂條例》加重黑社會相關罰則，授予當局更多權力，並為一些程序事宜作修訂。《1963年修訂條例》是技術性修訂。《1964年（第2號）修訂條例》針對不是三合會但自稱三合會的新興黑幫及童黨而立法。
六七暴動後，社團條例跟不少緊急立法一樣，成為香港常規性質的法律，《1970年修訂條例》廢除按年續期的條款。
《1982年修訂條例》應對黑社會以經營武館、公司規避條例的問題。《1988年修訂條例》廢除社團查冊服務收費。1988年12月8日，香港政府推行「洗脫三合會會籍計劃」，《1988年（第2號）修訂條例》實施該政策。《1988年（第3號）修訂條例》是關於專業合夥的技術性修訂。《1991年修訂條例》結束「洗脫三合會會籍計劃」。

### 主權移交前後
主權移交前夕，1991年，《香港人權法案條例》通過，立法局知道當時的社團條例不可能符合人權法案的要求，所以為社團條例等法例設一年過渡期。1992年，立法局大幅度修訂社團條例，《1992年修訂條例》的主要改變有：
- 廢除一切註冊要求，新成立社團只需於14天內單方面通知社團事務主任
- 未有通知不會使新成立社團自動成為非法社團
- 禁止社團的權力轉移至保安司，改用符合人權法案的標準，僅限於保護香港的安全等目的，並設立上訴機制
- 將社團必須向政府提供的資料減到最少
- 社團登記官改稱社團事務主任

中華人民共和國政府1990年在香港秘密成立機構，開始審查香港法律，並在1993年7月正式設立預委會法律小組，最終全國人大常委會因應法律小組的建議，於1997年2月23日議決1992年版本的條例抵觸《基本法》而不能過渡。
1997年6月14日，臨時立法會通過《1997年社團（修訂）條例》，將條例還原至香港人權法案通過前的面目。此外，臨時立法會還作以下修訂：
- 加入「國家安全」等字眼，及其定義「保衛中華人民共和國的領土完整及獨立自主」
- 以「外國政治性組織及台灣政治性組織」取代「香港以外成立的政治性團體」

## 2010年代黨禁
2010年代，香港特别行政區政府運用社團條例施加黨禁。社團條例的主管當局香港警察拖延及阻撓各新興政黨及公民社會團體註冊，包括香港眾志、香港民族黨、數十個傘後組織及政黨等等。這些團體被要求提交各種資料、回答問題及提供解釋，每次處理長達數月，來來往往達數年。
2018年7月香港政府擬禁止香港民族黨運作。9月24日，保安局局長李家超在憲報刊登公告，將香港民族黨列為非法組織。